# Інженер-генерал-полковник
Інженер-генерал-полковник (лат. ingenium — «здібність», «винахідливість»; і лат. generalis — загальний, спільний; і «полковник») — військове звання вищого (генеральського) офіцерського інженерного складу у деяких країнах, зокрема у СРСР в (1943—1971).

## СРСР
Інжене́р-генера́л-полко́вник — військове звання генеральського і адміральського складу інженерно-берегової служби ВМС СРСР в 1943–1971. Еквівалентом звання серед командного складу в сухопутних силах було звання генерал-полковник, а ВМС — адмірал; серед інженерно-технічного корабельного складу ВМС — інженер-адмірал, а серед інженерно-технічного складу сухопутних сил генерал-полковник інженерно-технічної служби.
Інженер-генерал-полковник був вище за рангом ніж інженер-генерал-лейтенант.

### Передумови появи
Введені в 1935 році персональні військові звання різнилися у різних службах. В 1940 році підчас введення генеральських та адміральських звань для командного складу, відбулася часткова уніфікація. Для корабельного складу інженерно-технічної служби РСЧФ вводяться звання наближені до звань командного складу флоту, але з додаванням слова «-інженер» попереду. Наступний етап уніфікації військових звань різних складів відбувається у РСЧА та РСЧФ в 1942—1943 роках.

### Введення (1943)
У 1942/43 роках відбувається уніфікація військових звань різних складів та служб РСЧА та РСЧФ. Вищий начальницький склад почав отримувати генеральські звання, а середній та молодший начальницькі складі почали отримувати військові звання за зразком з командним складом.
В інженерно-береговій службі Військово-морських сил в 1943 році були введені генеральські звання, за зразком зі званнями берегової служби, але з додаванням слова «інженер-» на початку звання.

### Скасування (1971)
Указом Президії Верховної Ради СРСР від 18.11.1971 року № 2319-VIII «Про військові звання офіцерського складу Збройних Сил СРСР» відбувається чергова уніфікація військових звань.
Серед іншого, змінам піддалися звання старших та молодших офіцерів інженерно-корабельного та інженерно-берегового складу. Звання, які починалися зі слова «інженер-», замінювалися на нові аналогічні корабельному складу, з додаванням «-інженер» наприкінці звання. Внаслідок цього інженер-генерал-полковники стають генерал-полковниками-інженерами.
Такі ж процеси відбувалися в сухопутних силах та авіації, де скасовуються додавання до звання «інженерно-технічної служби», замість нього додавалася приставка до звання «-інженер». Відповідно до постанови Ради Міністрів СРСР від 18 листопада 1971 року № 846 «Про затвердження Положення про проходження військової служби офіцерським складом Збройних Сил СРСР» генерал-полковники інженерно-технічної служби та інженер-генерал-полковники стали вважатися у військовому званні генерал-полковник-інженер) .

### Знаки розрізнення (1943—1971)
Згідно з указами Президії Верховної Ради від 6 січня 1943 року «О введенні нових знаків розрізнення для особового складу Червоної Армії» та від 15 лютого 1943 року «О введенні нових знаків розрізнення для особового складу ВМФ»,
вводяться нові однострої, та нові знаки розрізнення. Замість петлиць вводяться погони, на яких стали розміщуватися знаки розрізнення. Знаки розрізнення майже збігалися з імперськими.
Погони інженерно-берегової служби були шестикутні, вкриті срібним галуном (у корабельного складу та у береговій службі золоті) з чорною облямівкою та з сріблястими ґудзиками. На погонах розміщувалися золотисті п'ятипроменеві зірочки (у корабельного складу та у береговій службі сріблясті) відповідно званню, та золотиста «технічна емблема».
Погони інженер-генерал-полковника мали притаманний генералам візерунок у вигляді «зигзаг». На кожному погоні розташовувалося по три металеві зірочки.

## Цікаві факти
На початку 1943 року в СРСР за знаки розрізнення були введені погони, знаки розрізнення яких здебільшого були оновленою версією попередніх імперських (використовувалися в Імперії до 1917 року, а в Добровольчих арміях до 1922 року, а в емігрантському середовищі до середини ХХ століття). Знаки розрізнення радянського інженер-генерал-полковника майже збігалися зі знаками розрізнення інженер-генерала Корпусу шляхів сполучень зразку 1809 року. Ця відповідність була порушена у 1827 році, при введенні знаків розрізнення в усіх родах військ Збройних сил та Флоту уніфікованих з цивільними чинами. Знаки розрізнення генеральських чинів починалися з двох зірочок, так як одна зірочка відповідала цивільному чину  V класу статський радник, відповідність якому серед військових чинів (бригадир до 1796, капітан-командор до 1827) була відсутня. Тому знаки розрізнення радянського інженер-генерал-полковника мали збіг зі знаками розрізнення імперського інженер-генерал-лейтенанта зразку 1827 року (зірочки мали інше розташування).